# Vieska nad Žitavou
Vieska nad Žitavou (Hongaars: Barskisfalud) is een Slowaakse gemeente in de regio Nitra, en maakt deel uit van het district Zlaté Moravce.
Vieska nad Žitavou telt 460 inwoners.